# Erőnek erejével
Erőnek erejével (eredeti címén: The Last Stand) 2013-as amerikai akciófilm, melyet Andrew Knauer írt és Kim Ji-woon rendezett. A film főszereplője Arnold Schwarzenegger és Johnny Knoxville.
Az Amerikai Egyesült Államokban 2013. január 18-án mutatták be, Magyarországon egy héttel később szinkronizálva, január 24-én.
A producer Kim Ji-Woon, az operatőr Kim Ji-yong, valamint a zeneszerző Mowg számára egyaránt ez az első amerikai filmes munka.

## Cselekmény
|  | Alább a cselekmény részletei következnek! |

Ray Owens (Arnold Schwarzenegger) vidéki seriff egy csendes, poros kisvárosban, lemondott korábbi életéről, ami állandóan a harcról szólt. Egy Sommerton Junction nevezetű kis határvárosban él, Arizónában. Korábban az LAPD-nél dolgozott, de abbahagyta, miután elrontott egy műveletet, amiben a csapata meg lett tizedelve, a partnere pedig nyomorék lett. Egyik éjjel, a nemzetközi drogbáró Gabriel Cortez (Eduardo Noriega) megszökik az FBI őrizete alól Las Vegasban, és elmenekül egy átalakított Chevrolet Corvette C6 ZR1-gyel, Ellen Richards ügynököt (Génesis Rodríguez) túszul ejtve. Sebesen haladnak dél irányába, Mexikó felé, a 200 mérföld/órás sebességet is átlépve. John Bannister ügynök (Forest Whitaker) felállíttatott egy blokádot Bullhead City-ben, Arizónában, viszont Cortez emberei megtámadják őket, és lesöprik az útról a rendőröket, így Cortez nyugodtan haladhat tovább. Cortez, használva rendkívüli vezetői képességeit, megbénít az üldözés közben két SWAT járművet is, akik Summerton Junction felé vették az utat. Mielőtt Arizónába repülne, Bannister ügynök elvégeztet egy kutatást a csapatával, mely szerint megnézi az összes az akcióban részt vett ügynök gazdasági hátterét, hogy rájöjjön, hogy tudott Cortez ilyen könnyen megszökni.
Valamikor hajnali 4 óra után, Owens elküldi Jerry Bailey (Zach Gilford) és Sarah Torrance (Jaimie Alexander) helyetteseket, hogy látogassák meg a helyi farmer Parsons (Harry Dean Stanton) birtokát, aki hiányolta a szokásos tejszállítmányt az étkezőben. Miután észreveszik, hogy Parsons-t megölték, a helyettesek keréknyomokat találnak, amiket aztán követnek, és így eljutnak Cortez szolgájához, Burrell-hez (Peter Stormare), és bérgyilkosához, akik éppen egy mozgatható ostromhidat helyeznek keresztül a kanyonon, ami összeköti az amerikai és mexikói határt. Kialakul egy tűzharc a helyettesek és az orgyilkosok között, amiben Bailey-t végzetes lövés éri, mielőtt még Owens odaérne, hogy visszavigye őket az őrsre. Röviden miután Bannister ügynök észreveszi Cortez jelenlétét, Owens összeszedi Torrance-t, a vezető helyettes Mike Figuerola-t (Luis Guzmán), és Frank Martinez-t (Rodrigo Santoro), aki gyászolja a barátját, Bailey-t, és megkéri Lewis Dinkum (Johnny Knoxville) fegyvergyűjtőt, hogy védjék meg a városukat.
Reggel 7:10-kor, Owens és a helyettesek lezárják kocsikkal a város főútját, majd amikor Burrell és az emberei odaérkeznek, tűzharc alakul ki. Mindössze egy géppisztollyal felfegyverkezve, Figuerola visszatartja az orgyilkosokat, amíg egy orvlövész el nem találja. Owens és Dinkum kinyírja az orgyilkosok többségét egy Vickers gépfegyverrel, ami egy busz hátsó részére van felszerelve, amíg Torrance leszedi a tetőkön lévő orvlövészeket. Miután Owens golyót ereszt Burrell fejébe, Cortez végre a városba ér a Corvette-tel, és lekanyarodik a barikád mellett, ahogy Owens és a helyettesek lőnek rá. Cortez kilöki Richards ügynököt a kocsiból mielőtt áthajtana egy kukoricamezőn. Hirtelen összetalálkozik Owens-szel, aki a polgármester vörös Chevrolet Camaro ZL1 kocsiját vezeti. Mindkét kocsi összeütközik egy traktorral, ezután Cortez gyalog menekül tovább. A hídnál viszont ismét találkozik Owens-szel, aki figyelmen kívül hagyja 5 millió dolláros, majd 20 milliós pénzajánlatát, majd megbirkóznak egymással. Miután elviselt néhány vágást és szúrást Cortez tőre által, Owens legyőzi őt, majd megbilincseli, és visszaviszi az összetört Camaróval a városba. Megérkezik Bannister ügynök, aki visszaviszi Cortez-t az őrizetbe, és letartóztatja Richards ügynököt, amiért hagyta magát lefizetni, és segített Cortez-nek kiszabadulni. Figuerola és Dinkum helyetteseket kórházba szállítják. Ahogy a polgármester meglátja, mi maradt a Camarójából, Owens újból figyelmezteti, hogy legközelebb ne parkoljon tűzcsap mellé.
|  | Itt a vége a cselekmény részletezésének! |

## Szereplők
| Színész               | Szerep                   | Magyar hang         |
| --------------------- | ------------------------ | ------------------- |
| Arnold Schwarzenegger | Ray Owens seriff         | Gáti Oszkár         |
| Eduardo Noriega       | Gabriel Cortez           | Király Attila       |
| Peter Stormare        | Thomas Burrell           | Haás Vander Péter   |
| Forest Whitaker       | John Bannister ügynök    | Gesztesi Károly     |
| Jaimie Alexander      | Sarah Torrance helyettes | Pálmai Anna         |
| Rodrigo Santoro       | Frank Martinez           | Hujber Ferenc       |
| Johnny Knoxville      | Lewis Dinkum             | Kálloy Molnár Péter |
| Luis Guzmán           | Mike Figuerola helyettes | Besenczi Árpád      |
| Zach Gilford          | Jerry Bailey helyettes   | Papp Dániel         |
| Génesis Rodríguez     | Ellen Richards ügynök    | Gáspár Kata         |
| Daniel Henney         | Phil Hayes ügynök        | Csőre Gábor         |
| Richard Dillard       | Irv                      | Cs. Németh Lajos    |
| John Patrick Amedori  | Aaron Mitchell ügynök    | Előd Álmos          |
| Harry Dean Stanton    | Parsons                  | Izsóf Vilmos        |
| Titos Menchaca        | polgármester             | Bolla Róbert        |

## Produkció
A forgatás 2011. október 17-én kezdődött az Új-Mexikóban fekvő Belen városában és Nevadában. A film forgatása 2011. december 17-én rövid időre félbeszakadt, de 2012. január 3-án folytatódott. A forgatás február 2-án zárult le, az utómunkálatokat Los Angelesben folytatták. A mozielőzetest a The Expendables – A feláldozhatók 2. című filmmel egy időben mutatták be, és 2012 augusztusa óta online elérhető.
A filmet 2013. január 17-én mutatták be világszerte, Észak-Amerikában pedig a rákövetkező napon.

## Fogadtatás

### Bevételi adatok
Az Erőnek erejével a közönség tetszését nem nyerte el a mozikban: a nyitó hétvégén a film 6 300 000 dolláros bevételt ért el, így csak a kilencedik helyre jutott a rangsorban, olyan filmek mögött, mint a Django elszabadul vagy a Mama. A film végül az Amerikai Egyesült Államokban 12 050 299, a többi országban pedig 36 280 458 dollárt termelt, így visszahozta 45 milliós dolláros költségvetés árát, 48 330 757 dolláros összbevétellel.

### Kritikai visszhang
A film a kritikusoktól pozitív, illetve vegyes értékeléseket kapott. A Rotten Tomatoes weboldalon 115 kritika alapján 60%-os értékelést szerzett, a kritikusok egyetértenek abban, hogy „semmi kiemelkedő nincs ebben a filmben, de a Schwarzenegger-rajongók számára tökéletesen igénytelen szórakozást biztosít”. A Metacritic weboldalon harmincegy kritika alapján az Erőnek erejével 100-ból 55 pontot kapott.
Az IGN szerkesztő Jim Vejvoda egy tízes skálán hatosra értékelte a filmet: „A film hiányosságai tisztán látszódnak, amint bárkinek beszélnie vagy szerepelnie kell. Az emberek többsége talán nem ezek miatt akarja megnézni a filmet, de ezek is éppen elegendőek ahhoz, hogy elvegyenek a film élvezeti értékéből. Az Erőnek erejével egy sablonos akciófilm, de így is tartalmaz annyi autós kaszkadőrmutatványt, lövöldözést és verekedést, hogy az Arnold-rajongók számára kötelező darab legyen”.
Richard Roeper élvezte a filmet, négyből három csillagra értékelte és a következőket mondta: „Ha már unod az erőszakkal teli filmeket és túlságosan belefáradtál a való életben történő vérontásba, amit a hírekben mutatnak, akkor ez az R-besorolású »mészárlást«, ahol a gyilkolásokat szándékosan viccesre csinálják, messziről kerüld el. Ha viszont rajongója vagy a stílusos, könyörtelenül hangos lövöldözéseknek, a megkérdőjelezhető módon kibontakozó forgatókönyveknek, akkor a fenébe is... ez a belépőjegyed egy hétvégi kikapcsolódáshoz.”

## Fordítás
- Ez a szócikk részben vagy egészben  a   The Last Stand (2013 film) című angol Wikipédia-szócikk ezen változatának fordításán alapul.  Az eredeti cikk szerkesztőit annak laptörténete sorolja fel. Ez a jelzés csupán a megfogalmazás eredetét és a szerzői jogokat jelzi, nem szolgál a cikkben szereplő információk forrásmegjelöléseként.